# Aargletscher
L'Aargletscher, literalment "Aar-Glacera", és un sistema de glaceres localitzat a les fonts del riu Aar en els Alps Bernesos, Suïssa. En l'alemany original el nom és "Aargletscher" tots dos en singular i plural, en alemany el plural de "gletscher" és només marcat per un canvi de l'article: der Gletscher (una glacera), dau Gletscher (moltes glaceres). L'Aargletscher és constituït per dos diferents sistemes glaciars:
- Glacera de l'Unteraar:[1] Compost per les glaceres convergents Lauteraar[2] i Finsteraar,[3] entre el Lauteraarhorn i el Finsteraarhorn (46° 34′ 11″ N, 08° 19′ 39″ E / 46.56972°N,8.32750°E.) i Grimselsee (46° 34′ 11″ N, 08° 19′ 39″ E / 46.56972°N,8.32750°E).
- Glacera de l'Oberaar: Entre l'Oberaarhorn (46° 31′ 53″ N, 08° 10′ 28″ E / 46.53139°N,8.17444°E /46° 33′ N, 08° 16′ E / 46.550°N,8.267°E) i l'Oberaarsee (46° 33′ N, 08° 16′ E / 46.550°N,8.267°E).

Grimselsee i Oberaarsee són llacs de reserva recents. El "...-Aar-Horns" són cimeres de més de 3.600 metres sobre el nivell del mar, dos d'ells fins i tot sobre els 4.000 metres.

## Galeria

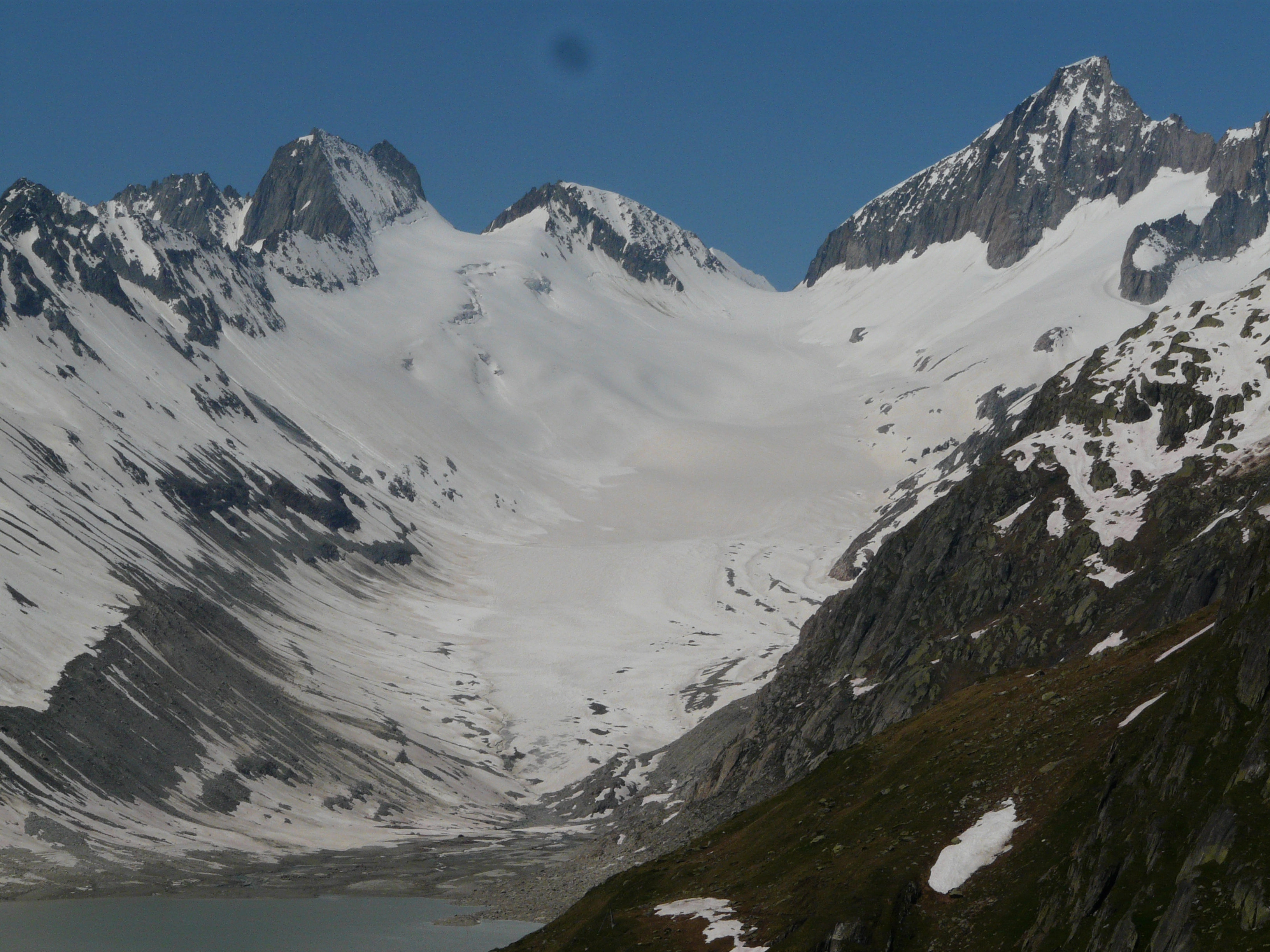
Glacera de l'Oberaar
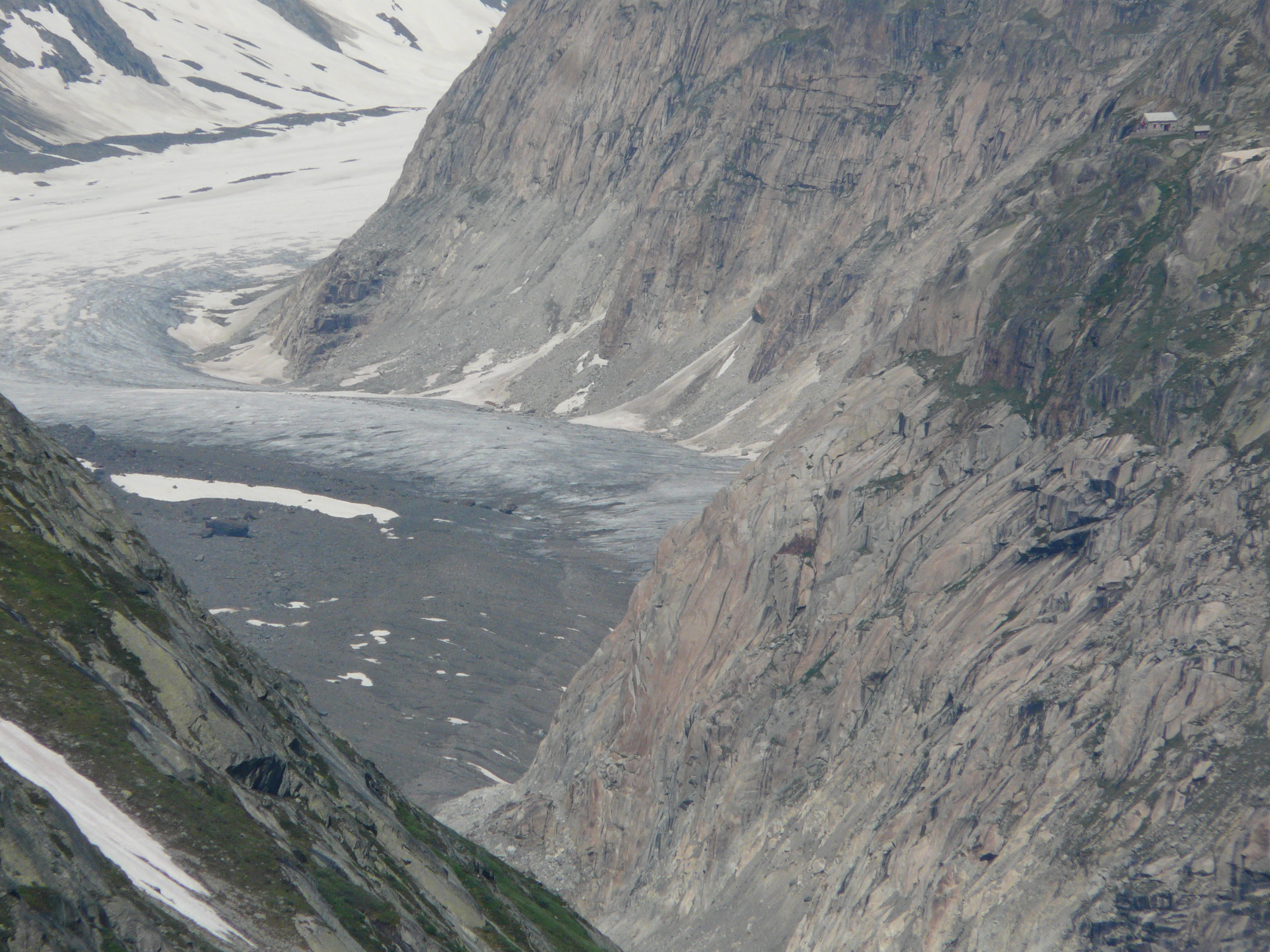
Glacera del Lauteraar
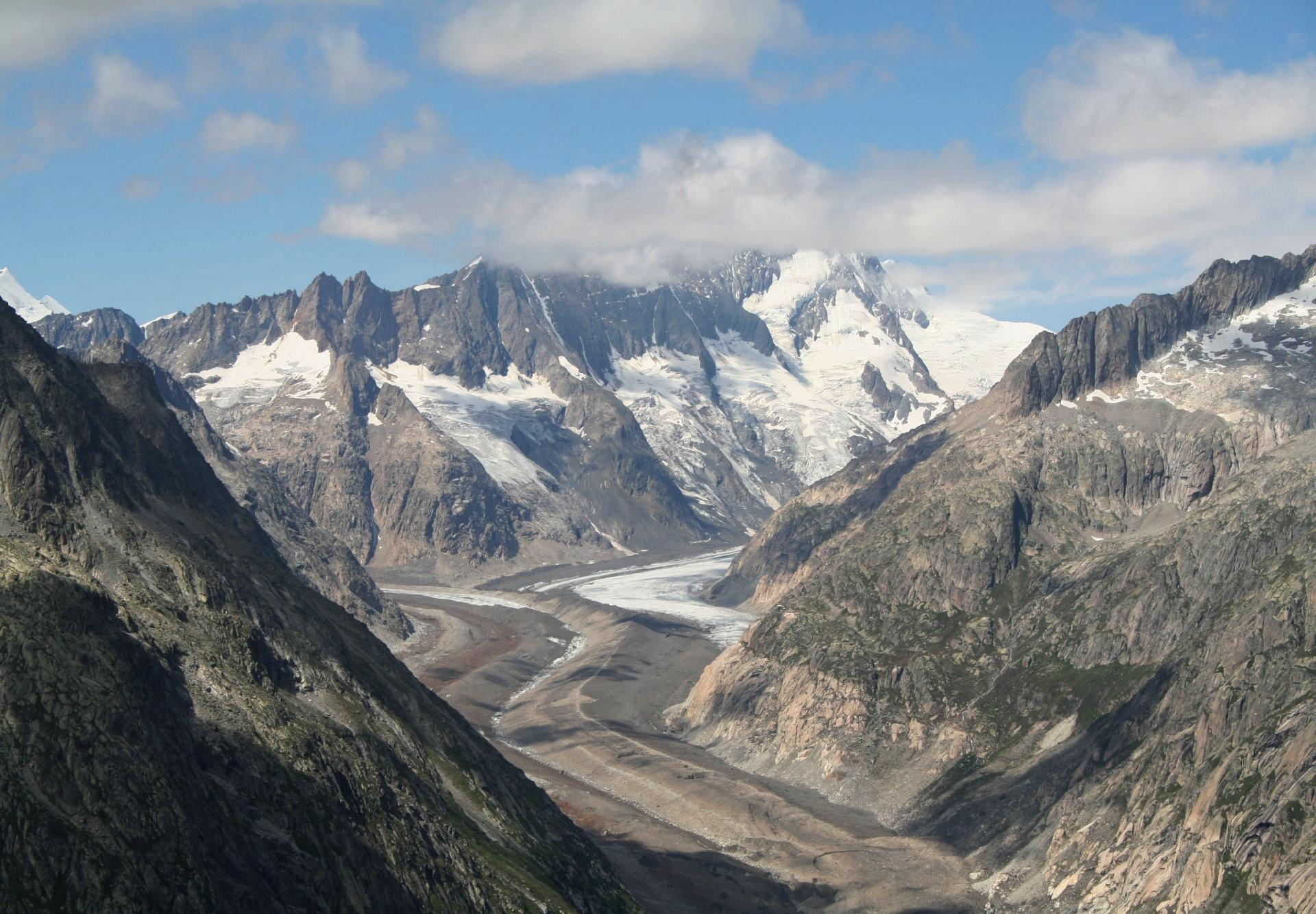
Glacera de l'Unteraar
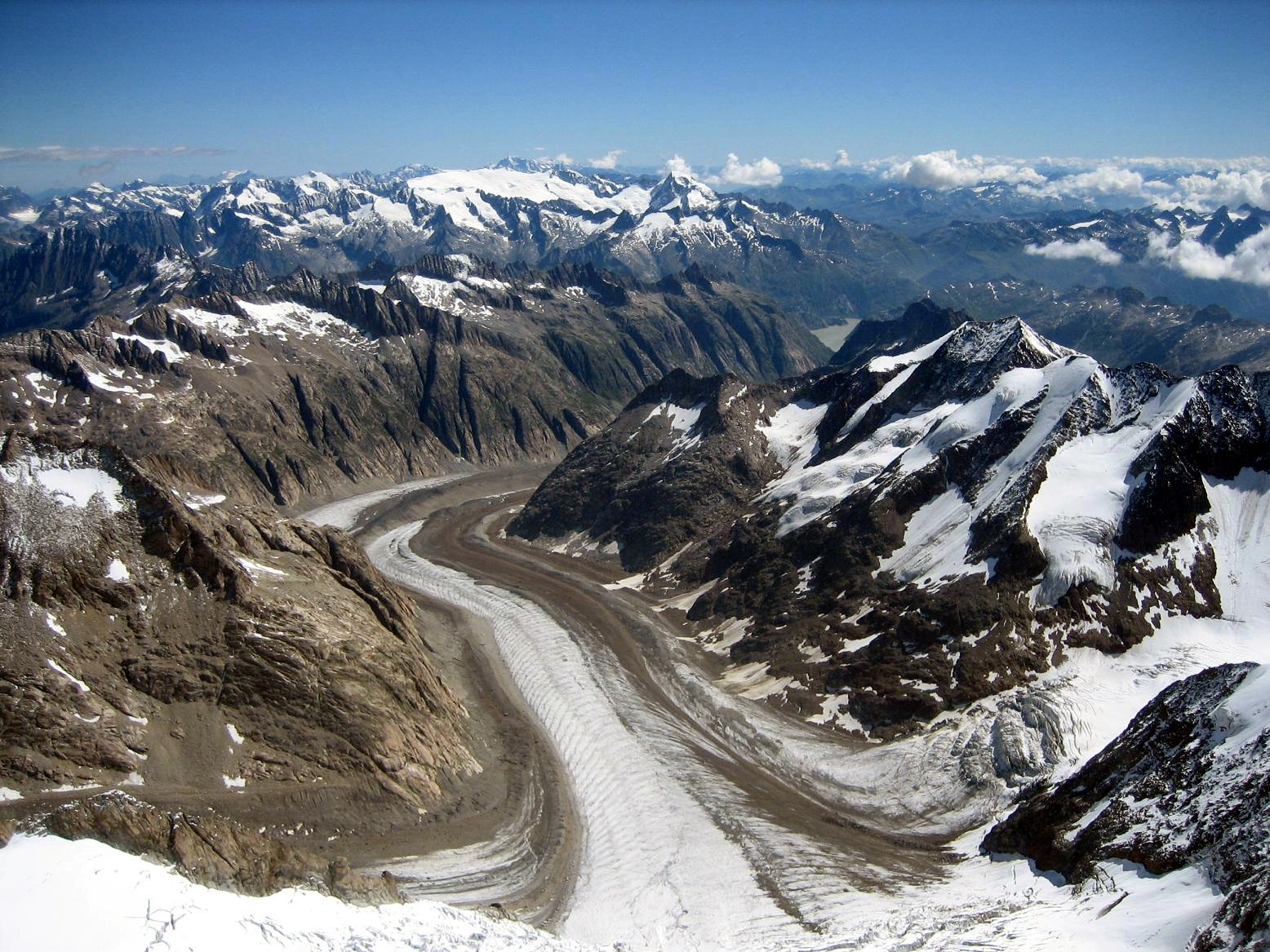
Glacera del Finsteraar